# James MacDonell
James MacDonell (c. 1781 — 1857), general britânico de origem escocesa que  ficou famoso defendendo Hougoumont na batalha de Waterloo, de 1815, onde ele lutou com grande distinção.